# Municipio de Iosco (Minnesota)
El municipio de Iosco (en inglés: Iosco Township) es un municipio ubicado en el condado de Waseca en el estado estadounidense de Minnesota. En el año 2010 tenía una población de 550 habitantes y una densidad poblacional de 5,92 personas por km².

## Geografía
El municipio de Iosco se encuentra ubicado en las coordenadas 44°8′38″N 93°34′54″O / 44.14389, -93.58167. Según la Oficina del Censo de los Estados Unidos, el municipio tiene una superficie total de 92.83 km², de la cual 91,04 km² corresponden a tierra firme y (1,93 %) 1,79 km² es agua.

## Demografía
Según el censo de 2010, había 550 personas residiendo en el municipio de Iosco. La densidad de población era de 5,92 hab./km². De los 550 habitantes, el municipio de Iosco estaba compuesto por el 97,64 % blancos, el 0,55 % eran afroamericanos, el 0,55 % eran asiáticos y el 1,27 % eran de una mezcla de razas. Del total de la población el 0,36 % eran hispanos o latinos de cualquier raza.